# Transport aeri a Espanya

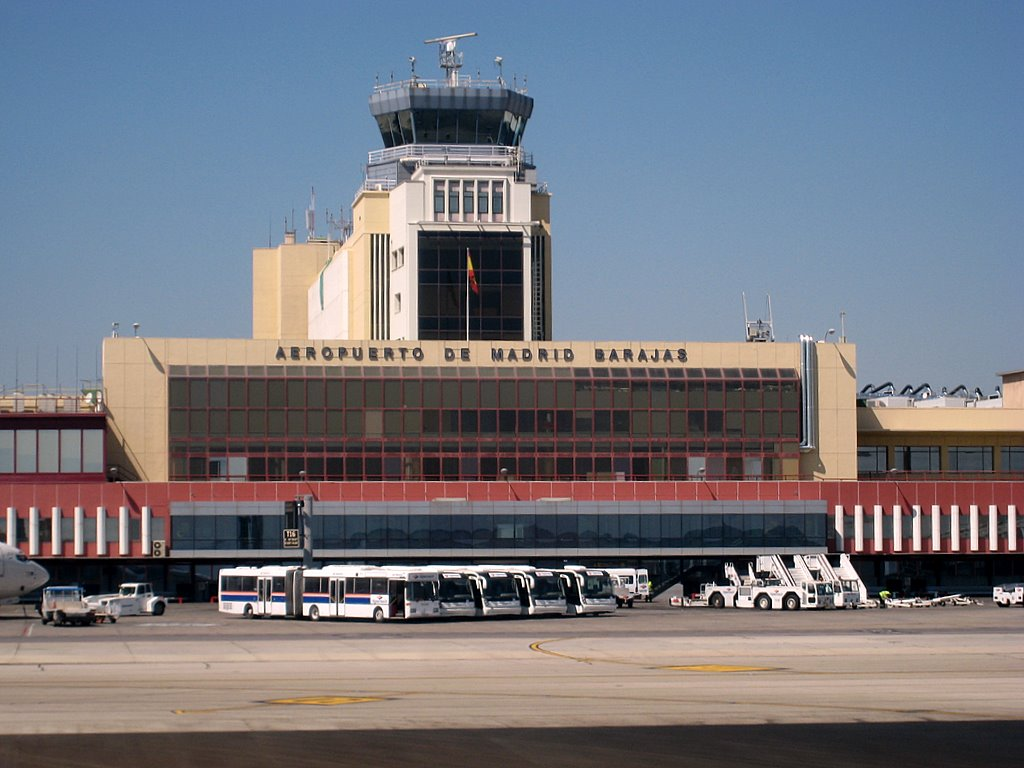
Aeroport de Madrid-Barajas

Es considera transport aeri al servei del qual sigui el trasllat d'un lloc a un altre de passatgers i/o càrrega, mitjançant la utilització d'un aeronau.
En la categoria d'aeronau s'expliquen els aerodins, aeronaus més pesades que l'aire i, per tant, les úniques capaces de generar sustentació (avió, helicòpter), i els aeróstats aeronaus més lleugeres que l'aire, per la qual cosa no generen sustentació (globus aerostàtics).
El transport aeri és la modalitat més regulada en el globus terrestre, arran de la II Guerra Mundial, la majoria dels països del món van subscriure el Conveni de Chicago el 1944 on es van asseure les bases de les regulacions del transport aeri. El transport aeri és el més segur de tots els mitjans de transport. Els avançaments de la navegació aèria, de les telecomunicacions i de les facilitats electròniques han permès que l'aviació hagi progressat meravellosament.
En desenvolupar-se en el mitjà aeri, gaudeix de l'avantatge de la continuïtat d'aquest, que s'estén sobre terra i mar, però es veu limitat per la necessitat de comptar amb costoses infraestructures i el major cost econòmic que altres transports.
El transport aeri té sempre finalitats comercials. A les finalitats militars, aquest s'inclou en les activitats de logística.
Dins de l'àmbit civil, el servei de transport aeri pot ser regular i no regular. Les línies aèries es caracteritzen per estar subjectes a itineraris, horaris i freqüències, independentment de la demanda que posseeixin. Els serveis no regulars són també coneguts com "a demanda" (en anglès, on demand). Es presten serveis de transport de passatgers i càrrega, coneguts en el seu conjunt com a indústria aericomercial.
El ràpid desenvolupament del transport aeri, en paral·lel amb el que ocorre als països més avançats del nostre entorn, és un dels elements més característics de l'evolució recent del sistema espanyol de transport. El creixement en els nivells de renda, unit a canvis en l'organització espacial de les activitats econòmiques han contribuït a incrementar la demanda del transport aeri tant de persones (demanda turística, professional, de negocis) com de mercaderies (béns peribles o valuosos). Aquest increment del tràfic es produeix en el context de la desregulació i liberalització duta a terme per la Unió Europea entre 1988 i 1997, que ha donat llibertat a les companyies aèries comunitàries per explotar qualsevol ruta, incloses les interiors d'un país de la Unió.
L'espectacular creixement del tràfic aeri de passatgers en els últims anys, i en menor mesura el de mercaderies, resulta molt il·lustratiu. El Ministeri de Foment preveu increments encara superiors per a la primera dècada del segle XXI, la qual cosa portaria a curt termini a duplicar la xifra actual de passatgers. Aquest creixement és sensiblement més ràpid en els vols internacionals, com a reflex de la creixent integració d'Espanya en l'economia europea i global i de l'especial idoneïtat del transport aeri per canalitzar la mobilitat de persona i de mercaderies valuoses a escala internacional i intercontinental.
Aquest gran increment del tràfic de viatgers no ha alterat significativament el rànquing aeroportuari espanyol a la fi dels anys noranta: no obstant això és possible detectar algunes tendències de canvi. Els aeroports de Madrid i Barcelona mantenen la seva preeminència (amb aproximadament 50 i 30 milions de passatgers/any respectivament) i experimenten forts increments de passatgers, en reforçar-se el seu paper com hubs (hub: aeroport que actua com un punt focal de les xarxes de tràfic aeri per a la coordinació de vols des de i cap a altres aeroports). A aquesta funció, tradicionalment exercida per Madrid s'ha incorporant també Barcelona.
Els aeroports que canalitzen els principals fluxos turístics capten més de la meitat del tràfic. Deuen el seu increment de passatgers al tràfic internacional (Turisme europeu de Sol i platja, comunicacions península-illes i comunicacions centro peninsular-perifèria peninsular), tant en les destinacions més tradicionals (Palma, Màlaga-Costa del Sol, Gran Canària, Alacant, Tenerife Sud) com en uns altres de desenvolupament més recent però amb grans creixements relatius (Girona, Lanzarote, Eivissa, Tenerife Nord, Fuerteventura, Menorca, Reus, La Palma, Murcia-San Javier, Jerez de la Frontera).
A més d'aquests, només tenen un tràfic significatiu alguns aeroports d'índole regional, lligats a importants àrees metropolitanes, en els quals el gruix del tràfic és nacional (Bilbao, València, Sevilla, Santiago de Compostel·la, Astúries, Saragossa). La diferent evolució de cadascun d'aquests aeroports pot relacionar-se amb el dinamisme econòmic de la seva regió i amb l'existència o no de maneres de transport alternatius de qualitat amb la resta d'Espanya. No obstant això, és probable que, si es desenvolupen els plans previstos de modernització dels ferrocarrils, el futur d'alguns d'aquests aeroports regionals (València, Bilbao, Astúries, Santander, Santiago de Compostel·la…) quedi compromès en perdre bona part del seu tràfic nacional, com ja ha succeït a Sevilla amb l'AVE.
A diferència del que hi passa en els viatgers, el creixent tràfic aeri de mercaderies si hi està acompanyat de canvis notables en la seva distribució espacial. Encara que Madrid i Barcelona segueixen captant la major part del tràfic (amb unes 325 i 100.000 tones/any respectivament), l'aeroport de Saragossa recolzat en la Plataforma Logística de Saragossa (PLAZA) (major plataforma logística del Sud d'Europa), en la seva situació central en el quadrant N.E. de la península i en les infraestrutures de carreteres i ferroviàries, té un paper cada vegada més important com a base logística (36 mil tones en 2009), després d'aquests aeroports, només Vitòria, Gran Canària, Tenerife Nord i Mallorca tenen alguna entitat.
El ràpid increment del tràfic està pressionant sobre les infraestructures aeroportuàries que arriben a saturar-se davant determinats becs de demanda. Especialment en els aeroports que actuen com hubs o que presenten una major intensitat de tràfic. Per això, les quantioses inversions públiques proposades pel Ministeri de Foment se centren a incrementar la capacitat dels aeroports de Madrid i Barcelona i dels principals aeroports turístics (Canàries, Balears, Màlaga i Alacant). Aquestes inversions haurien de permetre assumir el fort increment de tràfic previst a curt termini.